# 圣阿芒苏尔特
圣阿芒苏尔特（法語：Saint-Amans-Soult，法語發音：[sɛ̃t‿amɑ̃ sult]）是法国奥克西塔尼大区塔恩省的一个市镇，属于卡斯特尔区。

## 地名
该市镇原名为“圣阿芒堡”（Saint-Amans-la-Bastide），1851年更名为“圣阿芒苏尔特”（Saint-Amans-Soult）以纪念1769年出生于此的让·德迪厄·苏尔特元帅。

## 地理
圣阿芒苏尔特（43°28'36"N, 2°29'24"E）面积24.87 平方千米，位于法国奧克西塔尼大區塔恩省，该省份为法国南部内陆省份，北起顺时针与阿韦龙省、埃罗省、奥德省、上加龙省和塔恩-加龙省接壤。
与圣阿芒苏尔特接壤的市镇（或旧市镇、城区）包括：阿尔比讷、布迪蓬德拉恩、马扎梅、圣阿芒瓦尔托雷。
圣阿芒苏尔特的时区为UTC+01:00、UTC+02:00（夏令时）。

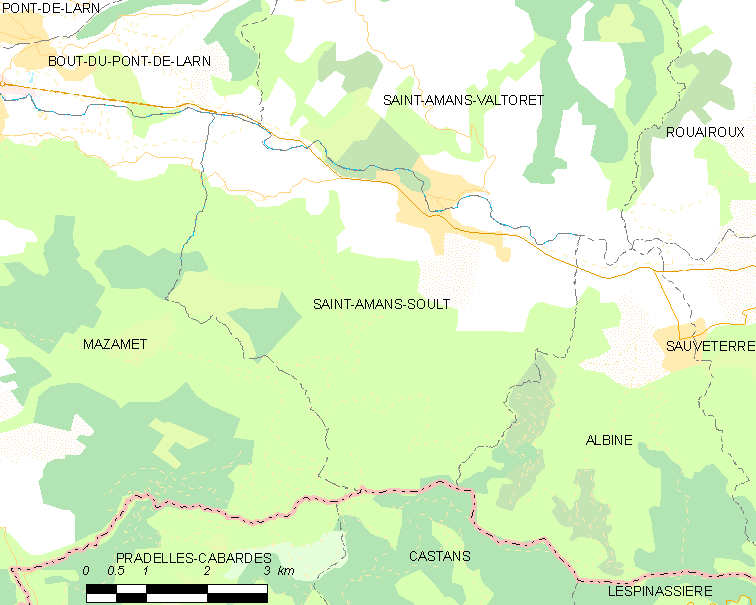
圣阿芒苏尔特的OSM定位图

## 行政
圣阿芒苏尔特的邮政编码为81240，INSEE市镇编码为81238。

## 政治
圣阿芒苏尔特所属的省级选区为马扎梅第二县。

## 人口

1962-2008年间圣阿芒苏尔特人口变化图示

圣阿芒苏尔特于2022年1月1日时的人口数量为1524人。